# Накадзима, Саки
Саки Накадзима (яп. 中島 早貴, род. 5 февраля 1994 года в префектуре Сайтама, Япония) — японский идол, певица, участница гёрл-группы °C-ute.

## Карьера
Саки Накадзима вошла в состав Hello! Project в 2002 году, после того, как в прослушиваниях в Hello! Project Kids стала одной из 15 победительниц (отобранных из 27958 подавших заявки). На прослушиваниях она исполнила песню «Dekkai Uchuu ni Ai ga Aru» с сингла «The Peace!» группы Morning Musume.
В январе 2004 года из восьми участниц Hello! Project Kids была сформирована группа Berryz Kobo, но Накадзима туда не попала. Надо сказать, что, объявляя о создании новой группы, продюсер проекта Цунку сказал, что состав Berryz Kobo будет меняться, и он собирается ротировать через неё всех участников Hello! Project Kids, но ротаций так и не случилось.
В июне 2005 года из оставшихся вне Berryz Kobo семи девочек была сформирована группа Cute. Дебютировала группа в феврале 2006, свой первый инди-сингл выпустила в мае, а первый сингл на мейджор-лейбле в феврале 2007.
В сентябре 2007 года был основан новый юнит под названием Athena & Robicarrots. В группе были четыре участницы: Накадзима и Тисато Окаи из Cute и Риса Ниигаки и Айка Мицуи из Morning Musume. Задачей группы было исполнение открывающих и закрывающих тем в аниме «Robby & Kerobby». Когда же к весне 2008 года анимационный сериал закончился, группа перестала выступать и записывать новые песни.
В сентябре 2009 году для исполнения опенингов (песен, звучащих во время открывающих титров) в аниме-сериале «Shugo Chara!» был создан юнит Guardians 4. Группа состояла из 4 девушек. Три, включая Саки, были из Hello! Project Kids (две остальные — Юрина Кумаи и Рисако Сугая, обе из Berryz Kobo), и одна, Айка Мицуи, была из Morning Musume.
Во время концерта «Cute Concert Tour 2010 Summer-Fall ~Dance Special!! „Chou Uranaito!!“~» Саки Накадзима повредила ногу, и на следующем концерте ей пришлось на сцене сидеть.

## Группы и юниты Hello! Project
- Hello! Project Kids
- H.P. All Stars (2004)
- °C-ute (2005 — наст. вр.)
- Athena & Robicarrots (2007–?)
- Guardians 4 (2009–?)
- Hello! Project Mobekimasu (2011)
- DIY (яп. DIY♡) (2012 — наст. вр.)
- HI-FIN (2013–?)

## Дискография
Список релизов группы Cute см. в дискографии Cute.

### Сольные DVD
| № | Название   | Дата выпуска    | Чарты                   | Лейбл  |
| № | Название   | Дата выпуска    | Oricon Weekly DVD Chart | Лейбл  |
| - | ---------- | --------------- | ----------------------- | ------ |
| 1 | Saki Style | 27 февраля 2013 | 73                      | Zetima |

## Фильмография

### Фильмы
- Koinu Dan no Monogatari ("История щенка Дана") (декабря 2002) в роли Тиёри Хосино
- Gekijouban Hontō ni Atta Kowai Hanashi 3D (яп. 劇場版ほんとうにあった怖い話3D) (2010)
- Ousama Game (яп. 王様ゲーム) (December 17, 2011) в роли Каны Уэды
- Zomvideo (яп. ゾンビデオ) (2012)

### Телевизионные сериалы
- Suugaku Joshi Gakuen (эп. 8, 29 февраля 2012; эп. 12, 27 марта 2012) в роли Сатоко Комабы, лидера группы отличниц

### Телепередачи
- Hello! Morning (яп. ハロー! モーニング) (2002–2007)
- °C-ute Has Come (эп. 5, 6 января 2007; эп. 6, 20 января 2007)
- Haromoni@ (яп. ハロモニ@) (2007–2008)
- Berikyuu! (яп. ベリキュー!) (2008)
- [orosen! (яп. よろセン!) (2008–2009)
- Aimai na! (яп. あいまいナ!) (2010–2011)
- Bijo Gaku (яп. 美女学) (2010–2011)
- Bowling Revolution P-League (6 февраля 2011 —)
- Hello Pro! Time (яп. ハロプロ！ＴＩＭＥ) (2011–2012)
- Hello! Satoyama Life (яп. ハロー！ＳＡＴＯＹＡＭＡライフ) (2012–2013)

### Радиопрограммы
- FIVE STARS (6 октября 2009 — 27 сентября 2011, Inter FM)
- Nakajima Saki no Cute na Jikan (1 января 2012 —, Radio Nippon)[6]

### Интернет
- Hello! Pro Video Chat (эп. 22, 18 августа 2005)
- Hello! Pro Hour (эп. 5, 28 апреля 2006)

### Театральные пьесы
- Romantic ni Yoroshiku (яп. ロマンチックにヨロシク) (2009)
- Fashionable (яп. ファッショナブル) (2010)
- 1974 (Ikunayo) (яп. 1974(イクナヨ)) (2011)
- Stronger (яп. ストロンガー) (2012)
- Junkers Come Here (яп. ユンカース・カム・ヒア) (2012)
- Cat's Eye (яп. キャッツ♥アイ) (2012)
- Sakura no Hanataba (яп. さくらの花束) в роли Каноко Асакуры (яп. 朝倉かのこ) (2013)

## Сольная библиография

### Фотокниги
- Nacky (яп. NACKY) (10 декабря 2009, Kadokawa Group Publishing, ISBN 978-4-0489-5073-2)
- W Saki (15 июля 2011, Kadokawa Group Publishing, ISBN 978-4-0489-5429-7)
- Naka-san (яп. なかさん) (20 февраля 2013, Wani Books, ISBN 978-4-8470-4526-4)

### Цифровые фотокниги
- Alo-Hello C-ute (Nakky Version) (яп. アロハロ！℃-ute) (28 сентября 2010)
- Cutest (Nakky Version) (21 февраля 2012)
- W Saki -Black- Vol. 1 (1 июля 2012)
- W Saki -White- Vol. 1 (12 июля 2012)
- W Saki -Black- Vol. 2 (24 июля 2012)
- W Saki -White- Vol. 2 (27 июля 2012)
- Alo-Hello! C-ute 2012 (Nakky version) (яп. アロハロ！℃-ute 2012) (22 октября 2012)

### Журналы
- Weekly Famitsu Taiwan Vol. 446 (2 августа 2013)